# Gosling Emacs
Gosling Emacs（ゴスリン・イーマックス、"Gosmacs"または"gmacs"とも呼ばれる）は、1981年にジェームズ・ゴスリンによってCで書かれ、実装されたEmacsである。現在開発は続けられていない。
ゴスリンは、1970年代以降の"Emacs commune"の要請に応じて、Gosling Emacsを公的な制限なしに再配布することを認めたが、のちにこれはUniPressに売却された。UniPressとの議論は、最初のEmacsに関する公的なライセンスの作成（のちにGNU GPLとなる）を促し、1980年には米国議会はソフトウェアへの著作権を導入した。

## 特徴
Gosling Emacsは、文から文への訂正という古典的問題を解決するために動的計画法を用い、これによって効果的にコードを再表示できることで有名であった。これは洗練されたアルゴリズムを用いるものであった。

## 配布
ゴスリンが、本ソフトの制限されない再配布を認めたため、リチャード・ストールマンは初期のGNU EmacsにおいてGosling Emacsのコードを使用した。
1983年、UniPressは、Unix向けのGosling Emacsを395ドルで、VMS向けのものを2500ドルで販売しはじめ、これは"EMACS-multi-windows text editor (Gosling version)"とマーケティングされた。
議論のあることに、Unipressは、ストールマンに彼らのバージョンのUnix向けEmacsを配布するのを止めるよう要請した。UniPressは、ストールマンやFSFに法的措置を取ることはなかったが、これは、"趣味的プログラマやアカデミズムは、（Gosling Emacsに）競合できるようなEmacsを作れない"と信じていたことによるものであった。GNU Emacsでは、1985年7月にリリースされたバージョン 16.56から、若干の表示に関するコードの例外を除き、Gosling Emacsのコードは除去されている。

## 拡張言語
Gosling Emacsでは、拡張言語としてMocklispを用いている。これは、Lispと似た構文を持つものであるが、リストや構造化されたデータ型を持っていない。Mocklispのインタプリタはゴスリンとその協力者によって、GNU Emacsのインタプリタに触発されて開発されている。